# Algericeras
Algericeras – rodzaj amonitów.
Żył w okresie kredy (cenoman).